# Pete Smith Specialties
Die Pete Smith Specialties sind eine sehr erfolgreiche Reihe von über 200 Kurzfilmen, die von 1936 bis 1955 erschienen. Sie wurden von Pete Smith produziert und gesprochen. Alle Filme wurden von Metro-Goldwyn-Mayer herausgegeben und waren eine Rolle, also etwa acht bis elf Minuten, lang.

## Geschichte
Die Pete Smith Specialties sind laut Leonard Maltin die am längsten laufende, fruchtbarste und erfolgreichste Kurzfilmserie aller Zeiten. Es ist allerdings oft schwierig, nachzuvollziehen, warum sie so erfolgreich waren.:S. 140 Ab der Weltwirtschaftskrise waren bis Ende der 1940er Jahre in den US-amerikanischen Kinos Doppelvorstellungen, also ein etwas billiger produzierter Vorfilm und ein teurerer Hauptfilm, die Regel. Dazwischen wurden oft ein oder zwei Kurzfilme gezeigt. Als die Vorführung zweier längerer Filme unüblich wurde, zeigte man einige Jahre lang weiterhin einen Kurzfilm vor dem Hauptfilm. Daher waren Kurzfilme im Kino der Zeit der Specialties weitaus geläufiger als in späteren Jahren.
Pete Smith war Anfang der 1930er Jahre in der Werbeabteilung von Metro-Goldwyn-Mayer (MGM) tätig. Als 1931 jemand gesucht wurde, der die Drehbücher für die Kurzfilme schreiben und die Filme kommentieren sollte, übernahm Smith auch diese Arbeiten. Zunächst tat er dies neben seinen üblichen Aufgaben, bald arbeitete er aber ausschließlich an Kurzfilmen. Mit seinen ironischen,:S. 141 manchmal spöttischen Kommentaren sowie überraschenden Soundeffekten war er schnell erfolgreich. Auch wenn er nicht die Stimme eines Radioreporters hatte, hatte er damit seinen persönlichen Stil gefunden. Auch finanziell war das hilfreich, da er die Filme so als Stummfilme drehen konnte, was viel Zeit und Geld sparte. Bereits damals realisierte er Sportfilme, Lehrfilme oder auch die Goofy Movies, Zusammenschnitte aus Nachrichtenmaterial und alten Stummfilmen, über die er sich lustig machte. Ab 1935 wurden die Filme als Pete Smith Specialties zusammengefasst. Er bekam jedes Jahr ein festes Budget, mit dem er 10 bis 18 Kurzfilme pro Jahr produzieren durfte und sie finanziell planen konnte, wie er es für richtig hielt. Das genügte, um die Kurzfilme genauso aufwändig zu produzieren wie Langfilme. Von der Idee bis zum fertigen Film dauerte es oft mehrere Monate.:S. 141
Die Regisseure George Sidney, David Miller, Jacques Tourneur, Fred Zinnemann, Edward L. Cahn, Felix E. Feist und Roy Rowland begannen ihre Karrieren bei Smith.:S. 142 Sie führten auch bei Filmen der Pete Smith Specialties Regie, hatten dies allerdings zumeist schon in den früheren Filmen getan.
Romance of Radium war 1937 der erste Film, in dem das Element Radium gezeigt wurde. Er entstand im California Institute of Technology. Bereits im Jahr davor erschien Wanted – A Master, ein Film über einen streunenden Hund, der weitere Filme über Hunde nach sich zog. Einer davon war Fala, ein Film über den Hund von Franklin D. Roosevelt. Auch Sportfilme gehörten zu den Specialties. Die waren meistens erfolgreich, vor allem Football Thrills of 1937, ein Bericht über die Saison im American Football. Der Film wurde so gut angenommen, dass jedes Jahr eine weitere Zusammenfassung der Saison des Vorjahres folgte. Eine weitere erfolgreiche Serie innerhalb der Specialies war What’s Your IQ, die aus Quizfilmen bestand.:S. 142 Besonders erfolgreich war 1940 der mit einem Oscar ausgezeichnete Film Quicker’n a Wink, der am Massachusetts Institute of Technology unter der Beteiligung von Harold Eugene Edgerton gedreht wurde. Es war der erste Film, der den Stroboskopeffekt demonstrierte. Dabei werden verschiedene alltägliche Abläufe, wie zum Beispiel das Platzen einer Seifenblase, extrem verlangsamt dargestellt, sodass sichtbar wird, wie der Vorgang tatsächlich abläuft.:S. 143
1942 empfahl der Regisseur Will Jason Smith den Schauspieler und Stuntman Dave O’Brien, der bald eine zentrale Rolle in vielen Specialties spielte. Er überzeugte nicht nur durch die Darstellung von Humor, wobei ihm seine Erfahrungen als Stuntman sehr halfen, sondern betätigte sich bald auch erfolgreich als Drehbuchautor und Regisseur. Dies half sehr, als im Krieg Specialties über Sicherheit oder Anweisungen zu Reparaturen verschiedenster Dinge gezeigt wurden. Darin erklärte Smith, wie es richtig gemacht wird, und O’Brien demonstrierte die Folgen von Fehlern.:S. 143–144 Ab 1946 trat O’Briens Frau Dorothy Short oft in Hauptrollen an der Seite ihres Mannes auf, meist als seine Geliebte oder Ehefrau. Der letzte Film der Specialties, Fall Guy, war eine Hommage an Dave O’Brien, in der seine besten Stunts wiederholt wurden.:S. 145
Die Nachkriegszeit änderte vieles in Hollywood. Manche Studios, vor allem MGM, hatten eine schwierige Zeit, doch die Pete Smith Specialties liefen ohne Unterbrechung mit dem gleichen Einfallsreichtum und den gleichen Production Values weiter. Manche der besten Specialities, darunter Those Good Old Days und Things We Can Do Without, kamen in diesen Jahren heraus. 1954 zog sich Pete Smith wegen Herzproblemen in den Ruhestand zurück. Er hatte genügend Filme produziert, damit die Serie bis Mitte 1955 weitergeführt werden konnte.:S. 144–145 Damals endete die große Zeit der Kurzfilme durch den Aufstieg des Fernsehens.

## Die Filme
Pete Smith hatte seinen Stil bereits 1931 entwickelt. Die Reihe Pete Smith Specialities wurde aber erst 1935 gestartet, sodass die früher produzierten Filme zu anderen Reihen gehörten.:S. 146–147 Dennoch werden teilweise die Filme ab 1931 oder ab 1934 dazugerechnet. Auch die Angaben zur Anzahl der Filme variieren. Meist heißt es, es gebe mehr als 150 Specialties, während Smith selbst von mehr als 300 schrieb. Andere Autoren schrieben, Smith habe etwa 300 Filme gemacht. Gemäß der Liste unten gibt es 209 Specialties; Smith hat etwa 80 weitere Kurzfilme produziert.:S. 146–147
Die folgende Liste folgt der von Leonard Maltin.:S. 148–154 Eine Liste von Bernard A. Drew ist praktisch gleich, nur fehlen dort zwei oder drei Filme, darunter Romance of Radium.
| Nr. | Titel                           | Erstveröffentlichung Vereinigte Staaten | Regie                                  | Drehbuch                                               | Besetzung                                                          | Dauer |
| --- | ------------------------------- | --------------------------------------- | -------------------------------------- | ------------------------------------------------------ | ------------------------------------------------------------------ | ----- |
| 1   | Killer-Dog                      | 29. Aug. 1936                           | Jacques Tourneur                       | —                                                      | Margaret Bert, Ralph Byrd                                          | 10    |
| 2   | Behind the Headlines            | 12. Sep. 1936                           | Edward L. Cahn                         | —                                                      | —                                                                  | 10    |
| 3   | Olympic Ski Champions           | 3. Okt. 1936                            | —                                      | —                                                      | Birger Ruud                                                        | 10    |
| 4   | Sports on Ice                   | 10. Okt. 1936                           | Pete Smith                             | —                                                      | —                                                                  | 10    |
| 5   | Hurling                         | 14. Nov. 1936                           | David Miller                           | —                                                      | —                                                                  | 10    |
| 6   | Wanted – A Master               | 26. Dez. 1936                           | Arthur J. Ornitz, Gunther von Fritsch  | —                                                      | Horace B. Carpenter, Dave O’Brien                                  | 10    |
| 7   | Dexterity                       | 16. Jan. 1937                           | David Miller                           | —                                                      | —                                                                  | 9     |
| 8   | Gilding the Lily                | 6. Feb. 1937                            | David Miller                           | —                                                      | George Beranger, Jack Dawn                                         | 8     |
| 9   | Bar-Rac’s Night Out             | 27. Feb. 1937                           | Earl Frank                             | —                                                      | —                                                                  | 10    |
| 10  | Penny Wisdom                    | 10. Apr. 1937                           | David Miller                           | Robert Lees, Frederic I. Rinaldo                       | Prudence Penny                                                     | 10    |
| 11  | Tennis Tactics                  | 1. Mai 1937                             | David Miller                           | —                                                      | Fred Perry                                                         | 10    |
| 12  | Grand Bounce                    | 22. Mai 1937                            | Jacques Tourneur                       | —                                                      | —                                                                  | 11    |
| 13  | Golf Mistakes                   | 12. Juni 1937                           | Felix E. Feist                         | —                                                      | —                                                                  | 10    |
| 14  | Pigskin Champions               | 14. Aug. 1937                           | Charles G. Clarke                      | —                                                      | —                                                                  | 11    |
| 15  | Equestrian Acrobatics           | 14. Aug. 1937                           | David Miller                           | —                                                      | —                                                                  | 8     |
| 16  | Jungle Juveniles                | 21. Okt. 1937                           | John A. Haeseler                       | —                                                      | —                                                                  | 9     |
| 17  | Ski Skill                       | 23. Okt. 1937                           | —                                      | —                                                      | —                                                                  | 10    |
| 18  | Romance of Radium               | 23. Okt. 1937                           | Jacques Tourneur                       | Richard Goldstone, N. Gayle Gitterman                  | André Cheron, Emmett Vogan                                         | 10    |
| 19  | Candid Cameramaniacs            | 11. Dez. 1937                           | Hal Yates                              | Robert Lees, Frederic I. Rinaldo                       | Leonid Kinskey, Gwen Lee, Bobby Caldwell                           | 9     |
| 20  | Decathlon Champion              | 20. Nov. 1937                           | Felix E. Feist                         | Robert Lees, Frederic I. Rinaldo                       | Glenn Morris, Claire McDowell, Lee Phelps                          | 10    |
| 21  | Friend Indeed                   | 1. Jan. 1938                            | Fred Zinnemann                         | Barney Gerard                                          | John Ince, Mary Gordon                                             | 10    |
| 22  | Jungle Juveniles No. 2          | 29. Jan. 1938                           | John A. Haeseler                       | —                                                      | —                                                                  | 9     |
| 23  | Three on a Rope                 | 19. Feb. 1938                           | Willard Van der Veer                   | Willard Van der Veer                                   | —                                                                  | 10    |
| 24  | La Savate                       | 12. März 1938                           | David Miller                           | —                                                      | —                                                                  | 10    |
| 25  | Penny’s Party                   | 9. Apr. 1938                            | David Miller                           | Robert Lees, Frederic I. Rinaldo                       | Prudence Penny                                                     | 9     |
| 26  | Modeling for Money              | 30. Apr. 1938                           | David Miller                           | —                                                      | —                                                                  | 10    |
| 27  | Surf Heroes                     | 28. Mai 1938                            | Charles Tillyer Trego                  | —                                                      | —                                                                  | 9     |
| 28  | The Story of Doctor Carver      | 18. Juni 1938                           | Fred Zinnemann                         | Robert Lees, Frederic I. Rinaldo                       | Clinton Rosemond, Jesse Graves, Bernice Pilot, John Lester Johnson | 10    |
| 29  | Anaesthesia                     | 9. Juli 1938                            | Will Jason                             | Jack Woodford                                          | —                                                                  | 10    |
| 30  | Follow the Arrow                | 30. Juli 1938                           | Felix E. Feist                         | Robert Lees, Frederic I. Rinaldo                       | Howard Hill                                                        | 10    |
| 31  | Fisticuffs                      | 27. Aug. 1938                           | David Miller                           | Benny Rubin                                            | Max Baer                                                           | 10    |
| 32  | Football Thrills of 1937        | 10. Sep. 1938                           | Pete Smith                             | —                                                      | —                                                                  | 10    |
| 33  | Grid Rules                      | 15. Okt. 1938                           | Edward L. Cahn                         | Buddy Adler                                            | —                                                                  | 10    |
| 34  | Hot on Ice                      | 22. Okt. 1938                           | Tom Lieb, Willard Van der Veer         | —                                                      | —                                                                  | 10    |
| 35  | Man’s Greatest Friend           | 19. Nov. 1938                           | Joseph M. Newman                       | Barney Gerard, Richard Goldstone                       | Leo Reuss                                                          | 10    |
| 36  | Penny’s Picnic                  | 17. Dez. 1938                           | Will Jason                             | Robert Lees, Frederic I. Rinaldo                       | Prudence Penny                                                     | 10    |
| 37  | Double Diving                   | 14. Jan. 1939                           | Felix E. Feist                         | Robert Lees, Frederic I. Rinaldo                       | —                                                                  | 9     |
| 38  | Heroes at Leisure               | 1. Feb. 1939                            | Charles Tillyer Trego                  | —                                                      | —                                                                  | 10    |
| 39  | Marine Circus                   | 11. März 1939                           | James A. Fitzpatrick                   | —                                                      | —                                                                  | 9     |
| 40  | Weather Wizards                 | 8. Apr. 1939                            | Fred Zinnemann                         | Robert Lees, Frederic I. Rinaldo                       | —                                                                  | 10    |
| 41  | Radio Hams                      | 20. Mai 1939                            | Felix E. Feist                         | Buddy Adler                                            | —                                                                  | 10    |
| 42  | Poetry of Nature                | 17. Juni 1939                           | Mervyn Freeman                         | —                                                      | —                                                                  | 8     |
| 43  | Culinary Carving                | 1. Juli 1939                            | Felix E. Feist                         | Robert Lees, Frederic I. Rinaldo, Thornton Sargent     | —                                                                  | 10    |
| 44  | Take a Cue                      | 12. Aug. 1939                           | Felix E. Feist                         | Julian Harmon                                          | —                                                                  | 9     |
| 45  | Football Thrills of 1938        | 16. Sep. 1939                           | Pete Smith                             | —                                                      | —                                                                  | 10    |
| 46  | Set ’em Up                      | 7. Okt. 1939                            | Felix E. Feist                         | Buddy Adler                                            | Andy Varipapa                                                      | 9     |
| 47  | Let’s Talk Turkey               | 28. Okt. 1939                           | Felix E. Feist                         | Robert Lees, Frederic I. Rinaldo, Thornton Sargent     | —                                                                  | 10    |
| 48  | Ski Birds                       | 18. Dez. 1939                           | Charles Tillyer Trego                  | Buddy Adler                                            | —                                                                  | 9     |
| 49  | Romance of the Potatoe          | 9. Dez. 1939                            | Sammy Lee                              | Jerry Hoffman                                          | Judith Allen, Fern Emmett, Alberto Morin, Emmett Vogan             | 9     |
| 50  | Maintain the Right              | 13. Jan. 1940                           | Joseph M. Newman, Willard Van der Veer | Buddy Adler, Jerry Hoffman                             | John Big Tree, Iron Eyes Cody                                      | 10    |
| 51  | What’s Your IQ?                 | 10. Feb. 1940                           | George Sidney                          | Buddy Adler                                            | —                                                                  | 8     |
| 52  | Stuffie                         | 2. März 1940                            | Fred Zinnemann                         | Pete Smith                                             | —                                                                  | 10    |
| 53  | The Domineering Male            | 30. März 1940                           | Johnny Hines                           | Johnny Hines                                           | William Newell, Sally Payne                                        | 10    |
| 54  | Spots Before Your Eyes          | 4. Mai 1940                             | Johnny Hines                           | Buddy Adler, Johnny Hines                              | —                                                                  | 9     |
| 55  | What’s Your IQ? No. 2           | 8. Juni 1940                            | George Sidney                          | Buddy Adler                                            | —                                                                  | 9     |
| 56  | Cat College                     | 29. Juni 1940                           | Joseph M. Newman                       | —                                                      | Clyde Beatty                                                       | 10    |
| 57  | Social Sea Lions                | 20. Juli 1940                           | Johnny Hines                           | Buddy Adler, Johnny Hines                              | Dudley Dickerson, William Newell                                   | 9     |
| 58  | Please Answer                   | 24. Aug. 1940                           | Roy Rowland                            | Buddy Adler                                            | —                                                                  | 10    |
| 59  | Football Thrills of 1939        | 21. Sep. 1940                           | Pete Smith                             | —                                                      | —                                                                  | 9     |
| 60  | Quicker’n a Wink                | 12. Okt. 1940                           | George Sidney                          | Buddy Adler                                            | —                                                                  | 10    |
| 61  | Wedding Bills                   | 30. Nov. 1940                           | Roy Mack                               | Buddy Adler                                            | William Newell, Sally Payne                                        | 9     |
| 62  | Sea for Yourself                | 21. Dez. 1940                           | Charles Tillyer Trego                  | —                                                      | —                                                                  | 10    |
| 63  | Penny to the Rescue             | 25. Jan. 1941                           | Will Jason                             | Buddy Adler                                            | Prudence Penny                                                     | 10    |
| 64  | Quiz Biz                        | 8. Feb. 1941                            | Will Jason                             | Buddy Adler, Will Jason                                | —                                                                  | 9     |
| 65  | Memory Tricks                   | 15. März 1941                           | Will Jason                             | Buddy Adler, Harry Kahne                               | —                                                                  | 9     |
| 66  | Aeronautics                     | 26. Apr. 1941                           | Francis Corby, S.B. Harrison           | —                                                      | —                                                                  | 11    |
| 67  | Lions on the Loose              | 24. Mai 1941                            | Marjorie Freeman                       | Marjorie Freeman                                       | Marjorie Freeman                                                   | 9     |
| 68  | Cuban Rhythm                    | 14. Juni 1941                           | Will Jason                             | Buddy Adler, Arthur Murray                             | —                                                                  | 10    |
| 69  | Water Bugs                      | 16. Aug. 1941                           | Will Jason                             | Buddy Adler                                            | —                                                                  | 10    |
| 70  | Football Thrills of 1940        | 20. Sep. 1941                           | Pete Smith                             | —                                                      | —                                                                  | 9     |
| 71  | Flicker Memories                | 4. Okt. 1941                            | —                                      | —                                                      | —                                                                  | 8     |
| 72  | Army Champions                  | 11. Okt. 1941                           | Paul Vogel                             | Julian Harmon                                          | —                                                                  | 11    |
| 73  | Fancy Answers                   | 1. Nov. 1941                            | Basil Wrangell                         | Joe Ansen                                              | —                                                                  | 10    |
| 74  | How to Hold Your Husband – Back | 13. Dez. 1941                           | Johnny Hines                           | Buddy Adler, Clara Belle Thompson, Margaret Lukes Wise | Greta Granstedt                                                    | 9     |
| 75  | Aqua Antics                     | 24. Jan. 1942                           | Louis Lewyn                            | —                                                      | —                                                                  | 8     |
| 76  | What About Daddy?               | 28. Feb. 1942                           | Will Jason                             | Joe Ansen                                              | Dorothy Morris, Dave O’Brien                                       | 10    |
| 77  | Acro-Batty                      | 28. März 1942                           | Louis Lewyn                            | Pete Smith                                             | —                                                                  | 9     |
| 78  | Victory Quiz                    | 9. Mai 1942                             | Will Jason                             | Buddy Adler, Julian Harmon                             | —                                                                  | 9     |
| 79  | Pete Smith’s Scrapbook          | 23. Mai 1942                            | —                                      | Pete Smith                                             | —                                                                  | 10    |
| 80  | Barbee-Cues                     | 30. Mai 1942                            | Will Jason                             | Joe Ansen                                              | —                                                                  | 9     |
| 81  | Self Defense                    | 25. Juli 1942                           | Philip William Anderson                | Richard H. Landau, David Lang                          | —                                                                  | 10    |
| 82  | It’s a Dog’s Life               | 22. Aug. 1942                           | Robert Wohlmuth                        | Joe Ansen, Robert Wohlmuth                             | —                                                                  | 10    |
| 83  | Victory Vittles                 | 19. Sep. 1942                           | Will Jason                             | Joe Ansen                                              | Dave O’Brien, Dorothy Short                                        | 10    |
| 84  | Football Thrills of 1941        | 26. Sep. 1942                           | Pete Smith                             | —                                                      | —                                                                  | 9     |
| 85  | Calling All Pa’s                | 24. Okt. 1942                           | Will Jason                             | Joe Ansen                                              | Dave O’Brien, Dorothy Morris, Sarah Edwards, Fern Emmett           | 9     |
| 86  | Marines in the Making           | 26. Dez. 1942                           | Herbert Polesie                        | —                                                      | —                                                                  | 9     |
| 87  | First Aid                       | 2. Jan. 1943                            | Will Jason                             | Joe Ansen, Jameson Brewer                              | Dave O’Brien, Edna Harris, Leila Hyams                             | 11    |
| 88  | Hollywood Daredevils            | 20. März 1943                           | Louis Lewyn                            | —                                                      | Harry Woolman                                                      | 9     |
| 89  | Fala                            | 10. Apr. 1943                           | Gunther von Fritsch                    | Buddy Adler, Joe Ansen, Alice Dalgliesh                | —                                                                  | 10    |
| 90  | Wild Horses                     | 17. Apr. 1943                           | —                                      | Jameson Brewer                                         | —                                                                  | 8     |
| 91  | Sky Science                     | 23. Mai 1943                            | Will Jason                             | Jameson Brewer                                         | —                                                                  | 10    |
| 92  | Dog House                       | 12. Juni 1943                           | Robert Wohlmuth                        | Robert Wohlmuth                                        | —                                                                  | 10    |
| 93  | Seeing Hands                    | 3. Juli 1943                            | Gunther von Fritsch                    | Joe Ansen                                              | Russell Gleason, Barbara Bedford, Robert Frazer                    | 8     |
| 94  | Seventh Column                  | 31. Juli 1943                           | Will Jason                             | Joe Ansen                                              | Dave O’Brien                                                       | 9     |
| 95  | Scrap Happy                     | 4. Sep. 1943                            | Will Jason                             | Jameson Brewer                                         | —                                                                  | 8     |
| 96  | Fixin’ Tricks                   | 18. Sep. 1943                           | Will Jason                             | —                                                      | Dave O’Brien, Dorothy Short                                        | 10    |
| 97  | Football Thrills of 1942        | 25. Sep. 1943                           | Pete Smith                             | —                                                      | —                                                                  | 9     |
| 98  | Tips on Trips                   | 13. Nov. 1943                           | Will Jason                             | Jameson Brewer, Richard H. Landau                      | —                                                                  | 10    |
| 99  | Water Wisdom                    | 27. Nov. 1943                           | —                                      | —                                                      | —                                                                  | 9     |
| 100 | Practical Joker                 | 8. Jan. 1944                            | Will Jason                             | Joe Ansen                                              | Don DeFore                                                         | 10    |
| 101 | Home Maid                       | 19. Feb. 1944                           | Will Jason                             | Joe Ansen, Jameson Brewer                              | Polly Patterson                                                    | 10    |
| 102 | Groovie Movie                   | 19. Feb. 1944                           | Will Jason                             | Joe Ansen, Jameson Brewer                              | —                                                                  | 10    |
| 103 | Sportsman’s Memories            | 22. Apr. 1944                           | —                                      | —                                                      | Dave O’Brien                                                       | 9     |
| 104 | Movie Pests                     | 8. Juli 1944                            | Will Jason                             | Joe Ansen, Harry Parke                                 | —                                                                  | 11    |
| 105 | Sports Quiz                     | 2. Sep. 1944                            | —                                      | —                                                      | Fred Perry                                                         | 10    |
| 106 | Football Thrills of 1943        | 23. Sep. 1944                           | Pete Smith                             | —                                                      | —                                                                  | 8     |
| 107 | Safety Sleuth                   | 25. Nov. 1944                           | Will Jason                             | Joe Ansen                                              | Dave O’Brien                                                       | 9     |
| 108 | Track and Field Quiz            | 3. März 1945                            | —                                      | —                                                      | —                                                                  | 9     |
| 109 | Hollywood Scout                 | 14. Apr. 1945                           | —                                      | Joe Ansen                                              | —                                                                  | 8     |
| 110 | Football Thrills of 1944        | 8. Sep. 1945                            | Pete Smith                             | —                                                      | —                                                                  | 8     |
| 111 | Guest Pests                     | 20. Okt. 1945                           | Will Jason                             | Joe Ansen                                              | Dorothy Adams, Harry Tyler                                         | 10    |
| 112 | Bus Pests                       | 1. Dez. 1945                            | Charles Reisner                        | —                                                      | Dave O’Brien, Kay Deslys                                           | 9     |
| 113 | Badminton                       | 8. Dez. 1945                            | Philip William Anderson                | Joe Ansen, Harry Parke                                 | Ben Blue                                                           | 10    |
| 114 | Sports Sticklers                | 5. Jan. 1946                            | Dave O’Brien                           | —                                                      | —                                                                  | 9     |
| 115 | Fala at Hyde Park               | 29. Jan. 1946                           | Gunther von Fritsch                    | Herbert Morgan, Margaret Suckley                       | —                                                                  | 11    |
| 116 | Gettin’ Glamour                 | 2. Feb. 1946                            | Philip William Anderson                | Sylvia J. Weston, Joe Ansen, Jameson Brewer            | —                                                                  | 8     |
| 117 | Studio Visit                    | 11. Mai 1946                            | —                                      | —                                                      | —                                                                  | 9     |
| 118 | Equestrian Quiz                 | 18. Mai 1946                            | Dave O’Brien                           | Dave O’Brien                                           | Dave O’Brien                                                       | 10    |
| 119 | Treasures from Trash            | 8. Juni 1946                            | Dave O’Brien                           | Dave O’Brien, Philip William Anderson                  | Dave O’Brien, Harry Lachman                                        | 10    |
| 120 | Football Thrills No. 9          | 7. Sep. 1946                            | Pete Smith                             | —                                                      | —                                                                  | 9     |
| 121 | Sure Cures                      | 2. Nov. 1946                            | Dave O’Brien                           | Joe Ansen, Dave O’Brien                                | Dave O’Brien                                                       | 11    |
| 122 | I Love My Husband, But!         | 7. Dez. 1946                            | Dave O’Brien                           | Joe Ansen, Dave O’Brien                                | Dave O’Brien, Dorothy Short, Marie Windsor                         | 9     |
| 123 | Playing by Ear                  | 28. Dez. 1946                           | Dave O’Brien                           | Joe Ansen, Dave O’Brien                                | Al Schmid                                                          | 10    |
| 124 | Athletiquiz                     | 11. Jan. 1947                           | —                                      | Joe Ansen, Dave O’Brien                                | Fred Perry                                                         | 9     |
| 125 | Diamond Demon                   | 1. Feb. 1947                            | Dave O’Brien                           | Dave O’Brien, Joe Ansen                                | Johnny Price                                                       | 9     |
| 126 | Early Sports Quiz               | 1. März 1947                            | —                                      | Joe Ansen, Dave O’Brien                                | Dave O’Brien                                                       | 9     |
| 127 | I Love My Wife But!             | 5. Apr. 1947                            | Dave O’Brien                           | Joe Ansen, Dave O’Brien                                | Dave O’Brien, Dorothy Short, Marie Windsor                         | 9     |
| 128 | Neighbor Pests                  | 3. Mai 1947                             | Dave O’Brien                           | Joe Ansen, Dave O’Brien                                | Dave O’Brien                                                       | 9     |
| 129 | Pet Peeves                      | 5. Juli 1947                            | Dave O’Brien                           | Joe Ansen, Dave O’Brien                                | Dave O’Brien, Harry Barris, Margaret Hamilton                      | 9     |
| 130 | Football Thrills No. 10         | 6. Sep. 1947                            | Dave O’Brien                           | Pete Smith                                             | —                                                                  | 10    |
| 131 | Surfboard Rhythm                | 18. Okt. 1947                           | Dave O’Brien, Charles Tillyer Trego    | Dave O’Brien, Pete Smith                               | Charles Tillyer Trego                                              | 9     |
| 132 | What D’ya Know?                 | 8. Nov. 1947                            | Dave O’Brien                           | Dave O’Brien                                           | Dave O’Brien                                                       | 9     |
| 133 | Have You Ever Wondered?         | 13. Dez. 1947                           | Dave O’Brien                           | Joe Ansen, Dave O’Brien                                | Dave O’Brien                                                       | 10    |
| 134 | Bowling Tricks                  | 10. Jan. 1948                           | Dave O’Brien                           | Joe Ansen, Dave O’Brien                                | Andy Varipapa                                                      | 10    |
| 135 | I Love My Mother-in-Law But…    | 7. Feb. 1948                            | Dave O’Brien                           | Joe Ansen, Dave O’Brien                                | Dave O’Brien, Dorothy Short                                        | 8     |
| 136 | Now You See It                  | 20. März 1948                           | Richard L. Cassell                     | —                                                      | —                                                                  | 10    |
| 137 | You Can’t Win                   | 29. Mai 1948                            | Dave O’Brien                           | Joe Ansen, Dave O’Brien                                | Dave O’Brien                                                       | 8     |
| 138 | Just Suppose                    | 17. Juli 1948                           | Dave O’Brien                           | Joe Ansen, Dave O’Brien                                | Dave O’Brien, Dorothy Short                                        | 9     |
| 139 | Football Thrills No. 11         | 21. Aug. 1948                           | Pete Smith                             | Pete Smith                                             | —                                                                  | 9     |
| 140 | Why Is It?                      | 11. Sep. 1948                           | Dave O’Brien                           | Joe Ansen, Dave O’Brien                                | Dave O’Brien, Dorothy Short, Don Brodie                            | 9     |
| 141 | Pigskin Skill                   | 18. Sep. 1948                           | Carl Dudley                            | —                                                      | —                                                                  | 8     |
| 142 | Ice Aces                        | 6. Nov. 1948                            | Dave O’Brien                           | Joe Ansen, Dave O’Brien, Pete Smith                    | Donna Atwood                                                       | 10    |
| 143 | Let’s Cogitate                  | 25. Dez. 1948                           | Dave O’Brien                           | Joe Ansen, Dave O’Brien                                | Dave O’Brien, Dorothy Short                                        | 9     |
| 144 | Super Cue Men                   | 29. Jan. 1949                           | Dave O’Brien                           | Joe Ansen, Dave O’Brien                                | Willie Mosconi, Corinne Calvet, Joi Lansing                        | 9     |
| 145 | What I Want Next                | 12. Feb. 1949                           | Dave O’Brien                           | Joe Ansen, Dave O’Brien                                | Dave O’Brien                                                       | 10    |
| 146 | Scientifiquiz                   | 2. Apr. 1949                            | —                                      | Joe Ansen                                              | —                                                                  | 9     |
| 147 | Those Good Old Days             | 16. Apr. 1949                           | Dave O’Brien                           | Robert Abel, Joe Ansen, Dave O’Brien                   | Dave O’Brien                                                       | 10    |
| 148 | Fishing for Fun                 | 23. Apr. 1949                           | Lewis Ossi                             | Lewis Ossi                                             | —                                                                  | 10    |
| 149 | Football Thrills No. 12         | 27. Aug. 1949                           | Pete Smith                             | —                                                      | —                                                                  | 10    |
| 150 | Water Trix                      | 5. Nov. 1949                            | Charles Tillyer Trego                  | —                                                      | —                                                                  | 9     |
| 151 | How Come?                       | 19. Apr. 1949                           | Dave O’Brien                           | Joe Ansen, Dave O’Brien                                | Dave O’Brien, Dorothy Short                                        | 10    |
| 152 | We Can Dream, Can’t We?         | 3. Dez. 1949                            | Dave O’Brien                           | —                                                      | Don Brodie, Dave O’Brien                                           | 9     |
| 153 | Sports Oddities                 | 31. Dez. 1949                           | —                                      | —                                                      | Dave O’Brien, Donna Atwood                                         | 10    |
| 154 | Pest Control                    | 14. Jan. 1950                           | Dave O’Brien                           | Joe Ansen, Dave O’Brien                                | Dave O’Brien, Ellinor Vanderveer                                   | 9     |
| 155 | Crashing the Movies             | 28. Jan. 1950                           | —                                      | Joe Ansen                                              | —                                                                  | 8     |
| 156 | Wrong Son                       | 8. Apr. 1950                            | Gunther von Fritsch                    | Samuel W. Taylor                                       | —                                                                  | 9     |
| 157 | Did’Ja Know?                    | 6. Mai 1950                             | Dave O’Brien                           | Joe Ansen, Dave O’Brien                                | Don Brodie, Dave O’Brien, Charles King                             | 8     |
| 158 | That’s His Story                | 17. Juni 1950                           | Dave O’Brien                           | —                                                      | Dave O’Brien                                                       | 9     |
| 159 | A Wife’s Life                   | 8. Juli 1950                            | Dave O’Brien                           | Julian Harmon, Dave O’Brien                            | Dave O’Brien, Dorothy Short                                        | 8     |
| 160 | Wrong Way Butch                 | 2. Sep. 1950                            | Dave O’Brien                           | Julian Harmon, Dave O’Brien                            | Dave O’Brien                                                       | 8     |
| 161 | Football Thrills No. 13         | 9. Sep. 1950                            | Pete Smith                             | Pete Smith                                             | —                                                                  | 9     |
| 162 | Table Toppers                   | 21. Okt. 1950                           | Dave O’Brien                           | —                                                      | —                                                                  | 8     |
| 163 | Curious Contests                | 11. Nov. 1950                           | —                                      | Joe Ansen, Don Brodie                                  | —                                                                  | 9     |
| 164 | Wanted: One Egg                 | 16. Dez. 1950                           | Dave O’Brien                           | —                                                      | Dave O’Brien, Dorothy Short                                        | 9     |
| 165 | Sky Skiers                      | 17. Feb. 1951                           | Charles Tillyer Trego                  | —                                                      | —                                                                  | 10    |
| 166 | Fixin’ Fool                     | 24. März 1951                           | Dave O’Brien                           | Joe Ansen, Felix E. Feist                              | Dave O’Brien, Dorothy Short                                        | 10    |
| 167 | Camera Sleuth                   | 28. Apr. 1951                           | Dave O’Brien                           | James Gruen, Dave O’Brien                              | John Miljan                                                        | 10    |
| 168 | Bandage Bait                    | 16. Juni 1951                           | Dave O’Brien                           | Dave O’Brien                                           | Dave O’Brien                                                       | 9     |
| 169 | Football Thrills No. 14         | 1. Sep. 1951                            | Dave O’Brien                           | Pete Smith                                             | —                                                                  | 10    |
| 170 | That’s What YOU Think           | 13. Okt. 1951                           | Dave O’Brien                           | —                                                      | Dave O’Brien, Dorothy Short                                        | 9     |
| 171 | In Case You’re Curious          | 17. Nov. 1951                           | Dave O’Brien                           | —                                                      | Dave O’Brien, Dorothy Short                                        | 8     |
| 172 | Fishing Feats                   | 22. Dez. 1951                           | Charles Tillyer Trego                  | —                                                      | —                                                                  | 9     |
| 173 | Musiquiz                        | 16. Feb. 1952                           | Dave O’Brien                           | Arthur Marx                                            | —                                                                  | 10    |
| 174 | Reducing                        | 22. März 1952                           | Dave O’Brien                           | Dave O’Brien, Arthur Marx                              | Maxine Gates, Dave O’Brien                                         | 10    |
| 175 | Mealtime Magic                  | 3. Mai 1952                             | Dave O’Brien                           | Dave O’Brien                                           | —                                                                  | 9     |
| 176 | Gymnastic Rhythm                | 24. Mai 1952                            | Dave O’Brien                           | —                                                      | —                                                                  | 9     |
| 177 | It Could Happen to You          | 28. Juni 1952                           | Dave O’Brien                           | —                                                      | Dave O’Brien                                                       | 9     |
| 178 | Pedestrian Safety               | 12. Juli 1952                           | Dave O’Brien                           | —                                                      | Dave O’Brien                                                       | 9     |
| 179 | Football Thrills No. 15         | 16. Sep. 1952                           | Dave O’Brien                           | —                                                      | —                                                                  | 9     |
| 180 | Sweet Memories                  | 4. Nov. 1952                            | Dave O’Brien                           | —                                                      | Dave O’Brien, Dorothy Short                                        | 9     |
| 181 | Keep It Clean                   | nicht veröffentlicht                    | Dave O’Brien                           | —                                                      | Dave O’Brien, Benny Rubin                                          | 9     |
| 182 | I Love Children But…            | 27. Dez. 1952                           | Dave O’Brien                           | Dave O’Brien                                           | Dave O’Brien, Don Brodie                                           | 9     |
| 183 | Aquatic Kids                    | 14. Feb. 1953                           | —                                      | —                                                      | —                                                                  | 8     |
| 184 | The Mosconi Story               | 7. Feb. 1953                            | Dave O’Brien                           | —                                                      | Willie Mosconi                                                     | 10    |
| 185 | Travel Quiz                     | 25. Apr. 1953                           | —                                      | —                                                      | —                                                                  | 9     |
| 186 | The Postman                     | 30. Mai 1953                            | Dave O’Brien                           | —                                                      | Dave O’Brien                                                       | 10    |
| 187 | Dogs ’n Ducks                   | 27. Juni 1953                           | Ford Beebe, Norman Wright              | Arthur Marx, Dave O’Brien                              | Wesley Morgan                                                      | 10    |
| 188 | Ancient Cures                   | 11. Juli 1953                           | —                                      | —                                                      | —                                                                  | 8     |
| 189 | Cash Stashers                   | 29. Aug. 1953                           | Dave O’Brien                           | Joe Ansen, Dave O’Brien                                | Dave O’Brien, Sally Payne, Frank Yaconelli                         | 9     |
| 190 | It Would Serve ’Em Right        | 12. Sep. 1953                           | Dave O’Brien                           | Dave O’Brien                                           | Dave O’Brien                                                       | 10    |
| 191 | This Is a Living?               | 10. Okt. 1953                           | —                                      | Pete Smith                                             | The Flying Codonas                                                 | 10    |
| 192 | Landlording It                  | 7. Nov. 1953                            | Dave O’Brien                           | Dave O’Brien                                           | Dave O’Brien                                                       | 9     |
| 193 | Things We Can Do Without        | 5. Dez. 1953                            | Dave O’Brien                           | Dave O’Brien, Joe Ansen                                | Dave O’Brien, Dorothy Short                                        | 9     |
| 194 | Film Antics                     | 2. Jan. 1954                            | Dave O’Brien                           | Joe Ansen                                              | —                                                                  | 9     |
| 195 | Ain’t It Aggravatin’            | 6. Feb. 1954                            | Dave O’Brien                           | Joe Ansen, Dave O’Brien, Arthur Marx                   | Dave O’Brien, Sally Payne, Frank Sully                             | 9     |
| 196 | Fish Tales                      | 13. März 1954                           | Carl Dudley                            | Joe Ansen                                              | Ernie St. Claire                                                   | 9     |
| 197 | Do Someone a Favor!             | 10. Apr. 1954                           | Dave O’Brien                           | Arthur Marx, Dave O’Brien                              | Dave O’Brien, Greta Granstedt, Richard Alexander                   | 9     |
| 198 | Out for Fun                     | 8. Mai 1954                             | Dave O’Brien                           | Dave O’Brien                                           | Dave O’Brien                                                       | 10    |
| 199 | Safe at Home                    | 12. Juni 1954                           | Dave O’Brien                           | —                                                      | Dave O’Brien                                                       | 8     |
| 200 | The Camera Caught It            | 9. Okt. 1954                            | —                                      | Joe Ansen                                              | Jeff York                                                          | 9     |
| 201 | Rough Riding                    | 11. Dez. 1954                           | —                                      | —                                                      | —                                                                  | 9     |
| 202 | The Man Around the House        | 1. Jan. 1955                            | Dave O’Brien                           | Joe Ansen, Arthur Marx, Dave O’Brien                   | Dave O’Brien                                                       | 9     |
| 203 | Keep Young                      | 5. Feb. 1955                            | Dave O’Brien                           | —                                                      | Dave O’Brien                                                       | 9     |
| 204 | Sports Trix                     | 5. März 1955                            | —                                      | —                                                      | —                                                                  | 9     |
| 205 | Just What I Needed              | 16. Apr. 1955                           | Dave O’Brien                           | Joe Ansen, Dave O’Brien                                | Dave O’Brien                                                       | 9     |
| 206 | Global Quiz                     | 14. Mai 1955                            | —                                      | —                                                      | —                                                                  | 9     |
| 207 | Animals in Action               | 21. Mai 1955                            | —                                      | Joe Ansen                                              | —                                                                  | 9     |
| 208 | Historical Oddities             | 28. Mai 1955                            | —                                      | —                                                      | —                                                                  | 9     |
| 209 | Fall Guy                        | 4. Juni 1955                            | Dave O’Brien                           | —                                                      | Dave O’Brien                                                       | 9     |

## Rezeption und Folgen

### Auszeichnung und Nominierungen
Mit den Specialties gewann Pete Smith 1938 einen Oscar für Penny Wisdom in der Kategorie Bester Kurzfilm – Farbe und 1941 einen für Quicker’n a Wink in der Kategorie Bester Kurzfilm (1 Filmrolle). Zusätzlich war er weitere elf Mal für Kurzfilme aus dieser Reihe nominiert, nämlich 1937 für Wanted – A Master, 1938 für Romance of Radium, 1942 für Army Champions, 1943 für Marines in the Making, 1944 für Seeing Hands, 1945 für Movie Pests, 1947 für Sure Cures, 1948 für Now You See It, 1949 für You Can’t Win, 1950 für Water Trix und 1951 für Wrong Way Butch.
1954 erhielt er einen Ehrenoscar für seine witzigen und scharfzüngigen Beobachtungen zum amerikanischen Leben in seiner Serie Pete Smith Specialties.
MGM und Pete Smith wurden für den Beitrag zur US-amerikanischen Arbeitssicherheit, den der Film Wrong Way Butch darstellte, vom Arbeitsministerium der Vereinigten Staaten ausgezeichnet.

### Die Umfragen
Ab Ende der 1930er Jahre wurden die Kinobesitzer befragt, welche Kurzfilmserien sie als am besten für ihr Geschäft einstuften. Anfangs wurde dabei eine Rangliste über alle Kurzfilme ermittelt, später wurde zwischen Zeichentrickfilmen wie Bugs Bunny oder Tom und Jerry und Live Action Kurzfilmen unterschieden. Zur Auswertung 1948 gab die Zeitschrift Showmen’s Trade Review die bis dahin erzielten Plätze der Specialties eingeschränkt auf Live Action an. 1938 und ab 1944 war dies für die Specialties immer der erste Platz. In den Jahren von 1939 bis 1943 waren es Plätze zwischen zwei und fünf, was das Journal auf den Krieg zurückführte. 1952 gewannen die Specialties laut Variety diese Kategorie das achte Mal, bei der Umfrage des Motion Picture Herald sogar das neunte Mal in Folge.

### Die Specialties als Lehrfilme
Verschiedene Bücher über Lehrfilme stuften mehrere der Specialties als für die Lehre geeignet ein. So empfahl die Non-Profit-Organisation Teaching Film Custodians in ihrer Auflistung aus dem Jahr 1954 19 der Filme in verschiedenen Kategorien, darunter Sport, Sicherheit, Gesundheit, Psychologie und Wissenschaft.